# Lethrinops auritus
Lethrinops auritus är en fiskart som först beskrevs av Regan 1922.  Lethrinops auritus ingår i släktet Lethrinops och familjen Cichlidae. IUCN kategoriserar arten globalt som livskraftig. Inga underarter finns listade i Catalogue of Life.